# And a Little Child Shall Lead Them
And a Little Child Shall Lead Them é um filme mudo norte-americano de 1909 em curta-metragem, do gênero drama, dirigido por D. W. Griffith. A produção foi filmada nos dias 22 e 24 de fevereiro de 1909.

## Elenco
- Marion Leonard
- Arthur V. Johnson
- Adele DeGarde
- David Miles
- Anita Hendrie
- Mack Sennett
- Florence Lawrence
- John Tansey